# Roslavl

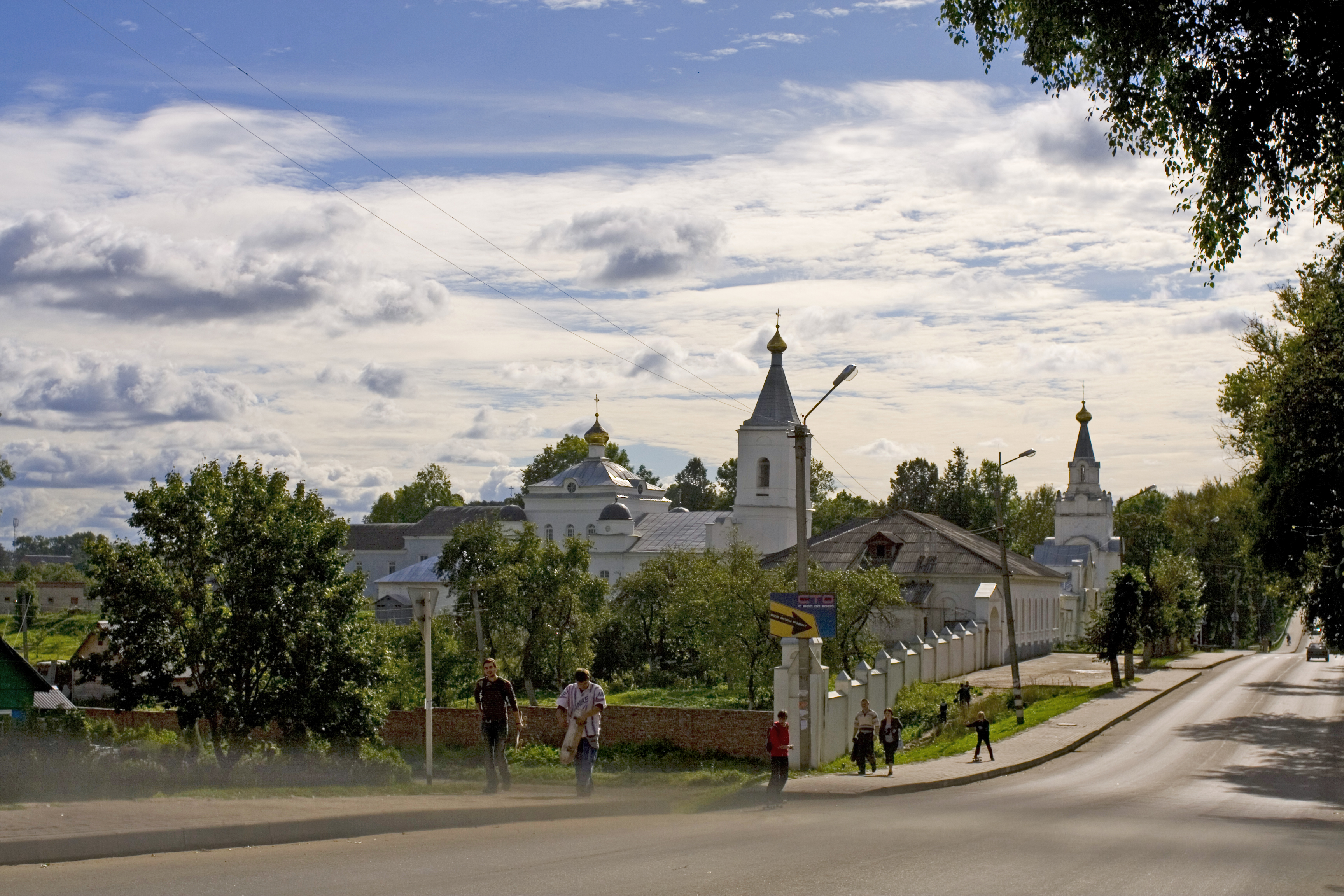
Kloster i Roslavl.

Roslavl (ryska Рославль) är den tredje största staden i Smolensk oblast i Ryssland. Folkmängden uppgick till 51 775 invånare i början av 2015.